# Tim Kring
Tim Kring né le 9 juillet 1957 dans le comté d'El Dorado en Californie est un écrivain et producteur de nombreux shows télévisés et de films.
Il est notamment à l'origine des séries télévisées américaines : Heroes, Preuve à l'appui, Strange World, Touch et Treadstone .
L'un de ses premiers projets fut Misfits of Science qui, comme Heroes, présentait des humains avec des pouvoirs surnaturels.
Un autre était Teen Wolf Too, coécrit avec Jeph Loeb, qui rejoignit plus tard Kring pour Heroes.
C'est en 1994 qu'il monte dans le monde du cinéma. Il écrit le scénario et coproduit la série Chicago Hope : La Vie à tout prix puis 5 ans plus tard s'attaque à la série Providence.
Hormis ces deux produits télé, Kring passe par quelques plus petits projets...
En 2001, il est le créateur de la série de Preuve à l'appui avec Jerry O'Connell et ce non stop avant de s'effacer quelque peu aux commandes des scénarios des épisodes. Il passe à autre chose sur un autre projet qui prend forme en 2006 : Heroes, un film à succès du paysage audiovisuel américain qui marque les esprits comme la révélation de l'année (et qui provient de NBC).

## Filmographie

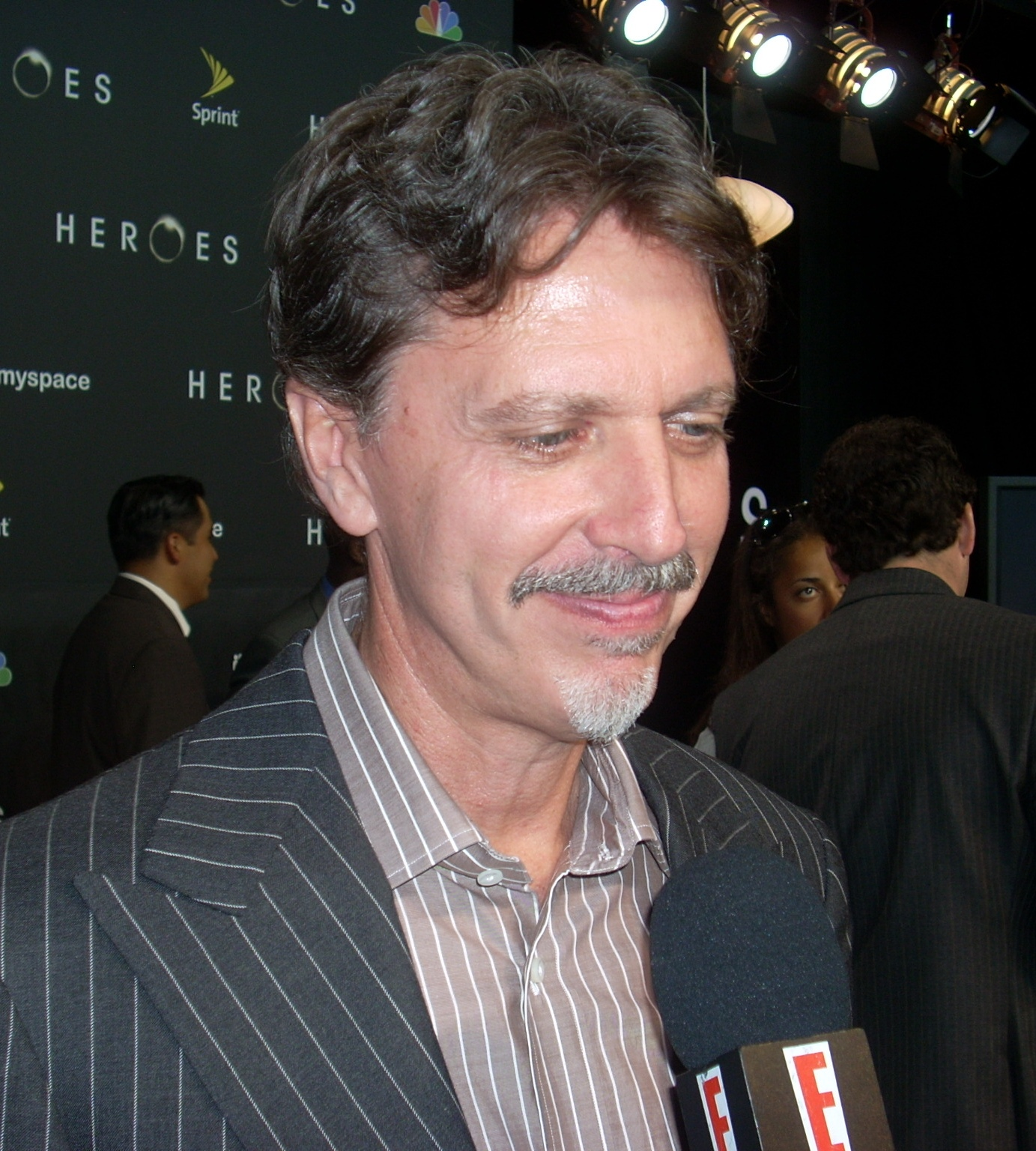
Red Carpet.

| Année     | Titre                              | Rôle                           | Notes |
| --------- | ---------------------------------- | ------------------------------ | ----- |
| 1996–1997 | Chicago Hope : La Vie à tout prix  | Producteur                     |       |
| 1999–2002 | Strange World                      | Créateur                       |       |
| 1999–2001 | Providence                         | Coproducteur délégué           |       |
| 2001–2007 | Preuve à l'appui (Crossing Jordan) | Créateur/Producteur délégué    |       |
| 2006–2010 | Heroes                             | Créateur/Producteur délégué    |       |
| 2012–2013 | Touch                              | Créateur/Producteur délégué    |       |
| 2015      | Dig                                | Co-créateur/Producteur délégué |       |
| 2015-2016 | Heroes Reborn                      | Créateur/producteur            |       |
| 2019      | Treadstone                         | Créateur/producteur            |       |